# Präsidialrichter
Präsidialrichter (oder Richter in der Verwaltung) sind Berufsrichter, die neben dem Präsidenten eines Gerichts Aufgaben der Justizverwaltung wahrnehmen. Sie sind insbesondere für die Bearbeitung von Angelegenheiten des Präsidiums, für bestimmte Personalangelegenheiten, für Stellungnahmen gegenüber Behörden und Medien sowie für allgemeine Rechtsfragen des Gerichts zuständig. Bei Obergerichten werden Präsidialrichter durch Beamte unterstützt.
In einigen OLG-Bezirken wird als Präsidialrichter nur derjenige Richter bezeichnet, der als Dezernent für richterliche Personalangelegenheiten zuständig ist. Es handelt sich hierbei regelmäßig um das Dezernat 1. Der Präsidialrichter ist dort zumeist zuständig für Disziplinarverfahren gegen Richter, das Beurteilungswesen und den Einsatz der Richter am eigenen und ggf. an untergeordneten Gerichten.
Soweit ein Präsidialrichter in der Justizverwaltung tätig wird, ist er gegenüber dem Präsidenten weisungsgebunden. Soweit er daneben auch spruchrichterliche Tätigkeit ausübt, ist er dabei wie jeder Richter sachlich unabhängig.

## Abgrenzung
Vom Präsidialrichter zu unterscheiden sind die Richter, die dem Präsidium des Gerichts angehören, d. h. der Präsident und die gewählten Mitglieder dieses Gremiums.
Ferner zu unterscheiden sind die Präsidialrichter von den Richtern, die Mitglied des Präsidialrates des betreffenden Gerichtszweigs sind.
Weiter ist zu beachten, dass nicht jeder Richter eines Präsidialgerichts Präsidialrichter ist.

## Weblink
- bundesfinanzhof.de – Darstellung exemplarisch für den Bundesfinanzhof